# Château La Lagune
Koordinaten: 44° 58′ 44″ N, 0° 37′ 2,1″ W

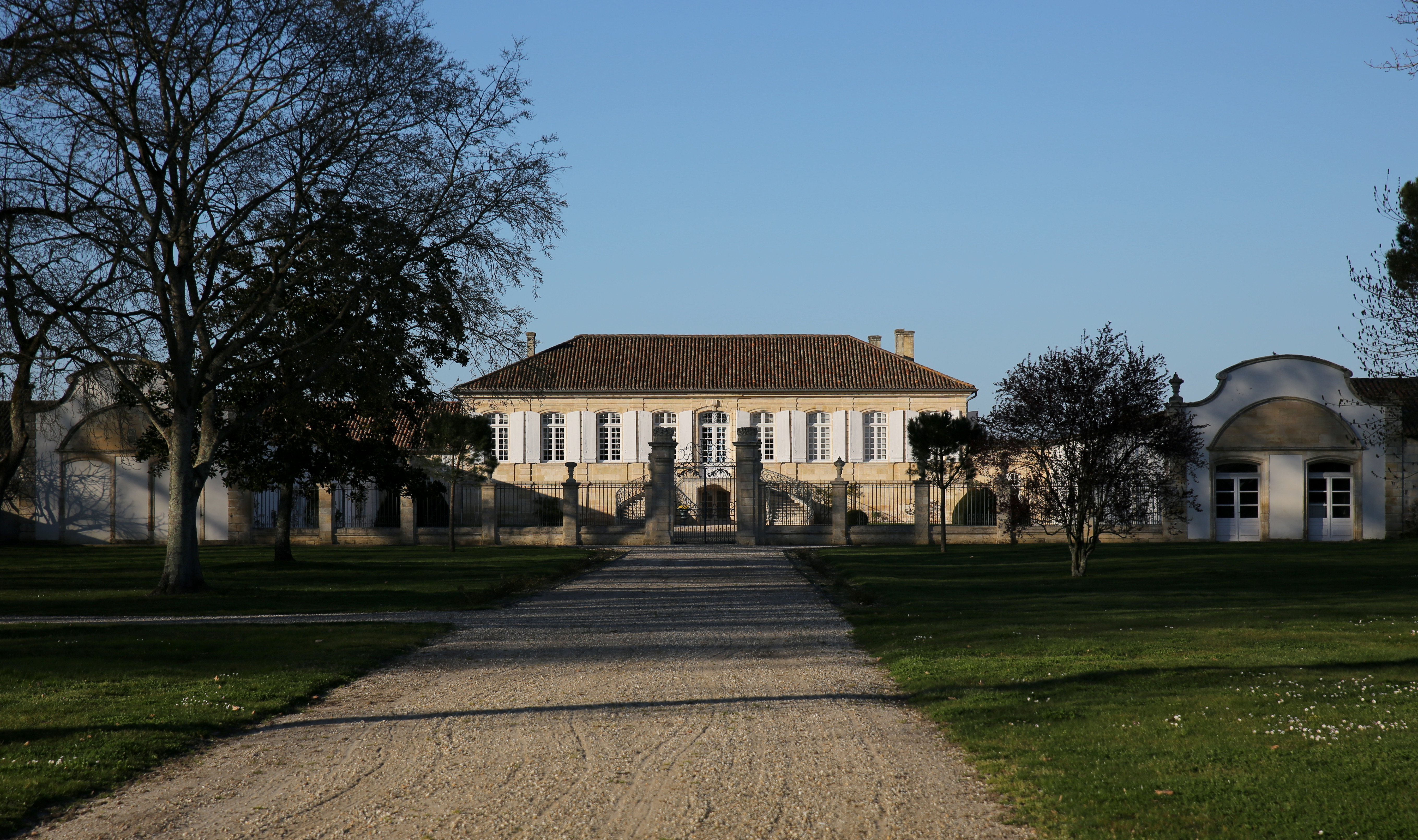
Château La Lagune

Das Château La Lagune ist eines der bekannten Weingüter von Bordeaux. Seit der Klassifikation von 1855 ist das Weingut als Troisième Grand Cru Classé eingestuft (dritthöchste Stufe der Klassifikationen).
Es liegt in Ludon-Médoc in der Appellation Haut-Médoc und ist das erste Weingut, wenn man aus der Stadt Bordeaux kommend die berühmte Weinstraße, die Route du Vin, in nordwestlicher Richtung entlangfährt. Direkt gegenüber liegt das ebenfalls klassifizierte Weingut Château Cantemerle, das über einen sehr schönen, 28 Hektar großen Park verfügt.
Das Gut ist mit ca. 80 Hektar recht groß. 60 % der Fläche ist mit Cabernet Sauvignon, 30 % mit Merlot und 10 % mit Petit Verdot bestockt. In den letzten Jahren wurde der vormals mit 20 % Anteil angebaute Cabernet Franc komplett gerodet und die Anteile des Merlot und des Cabernet Sauvignon entsprechend angehoben. Der Anteil des Petit Verdot ist mit 10 % außergewöhnlich hoch. Das Gut erzeugt in mittleren Jahren ca. 390.000 Flaschen seines Grand Vin. Der Zweitwein des Guts heißt Moulin de La Lagune. Von diesem Wein, der bis zum Jahrgang 1998 noch Château Ludon Pomies Agassac hieß, werden jährlich ca. 96.000 Flaschen produziert. Der Drittwein des Gutes Mademoiselle L Château La Lagune, der seit 2004 aufgelegt wird, ist ein Cuvée aus Merlot und Cabernet Sauvignon.
Unter den jüngeren Jahrgängen sind die Weine von 2005 (95 PP), 2004 (90 PP), 1996 (90 PP), 1990 (90 PP), 1989 (90 PP) und 1982 (90 PP) sehr gut bis hervorragend.